# Трихостатин А
Трихостатин А  — противогрибковый антибиотик, который является эффективным и специфическим ингибитором гистондезацетилазы (HDAC) клеток млекопитающих, как в естественных условиях, так и в пробирке. ТСА ингибирует клеточный цикл эукариотической клетки и индуцирует обратимую трансформацию клеток. Блокирует деление клетки в фазе G1 (показано для клеток HeLa).

## Содержание
Трихостатин А (TSA) является органическим соединением, которое обладает противогрибковой активностью и селективно ингибирует класс I и II семейства ферментов гистондеацетилаз (HDAC) млекопитающих, но не влияет на III класс этих ферментов под названием сиртуины Трихостатин А выделен и очищен из Streptomyces hygroscopicus. TSA ингибирует цикл деления эукариотической клетки в начальной стадии роста. Трихостатин может быть использован для изменения экспрессии генов путём регулирования количества ацетильных групп у ядерных белков — гистонов, ингибируя гидролитические ферменты гистондеацетилазы (HDAC) и облегчая доступ и проникновение факторов транскрипции к молекулам ДНК внутри хроматина. TSA является членом более крупного класса ингибиторов гистондеацетилазы (HDIs или HDACIs), которые имеют широкий спектр эпигенетической деятельности. Считают, что TSA имеет некоторый потенциал в качестве лекарственного средства против рака. Одним из предложенных механизмов является то, что TSA способствует экспрессии генов, связанных с апоптозом, что приводит к замедлению скорости роста раковых клеток, таким образом, приводя к замедления прогрессирования рака. Динамическое равновесие между ацетилированием и деацетилированием гистонов существенно для нормального роста клеток. Ингибирование гистондеацетилазы приводит к задержке клеточного цикла, клеточной дифференцировке, апоптозу и реверсированию трансформированного фенотипа. Поэтому считается что ингибиторы HDAC могут иметь большой терапевтический потенциал при лечении клеточно-пролиферативных заболеваний или состояний 
Другие механизмы могут включать деятельность HDIs для дедифференцировки клеток, обнаруженных в опухолях. HDIs могут иметь несколько эффектов и на негистоновые эффекторные молекулы, так что механизмы противоракового действия ещё не ясны. TSA ингибирует HDACs (1, 3, 4, 6 и 10) со значением IC50 около 20 нМ. TSA подавляет ИЛ (ИЛ)-1β / LPS (липополисахарид) / IFN gamma (интерферон γ) индуцированную экспрессию фермента синтазы окиси азота (NOS)2 в мышиных макрофагагоподобных клетках, но увеличивает LPS-стимулированную экспрессию NOS2 в мышиных N9 и первичных клетках микроглии крыс. TSA обладает тератогенными свойствами, но потенциально может использоваться в стимуляции регенерации и восстановления дистрофических мышц, тем самым противодействуя прогрессирование заболевания, что продемонстрировано на разных моделях мышечной дистрофии у мышей. Трихостатин А (TSA) в эксперименте регенерирует мышечную ткань и способствует растворению камней в почках, снижая уровень кальция и магния в моче. Начаты клинические испытания препаратов, на основе TSA.